# Amor de madre (telenovela)
Amor de madre es una telenovela peruana producida por Michelle Alexander para América Televisión en 2015. Basada en una historia original de Víctor Falcón y Eduardo Adrianzén. Es la primera telenovela de Del Barrio Producciones para América Televisión, en respuesta a la reciente importación de producciones extranjeras de su tipo.
Desde 2018 se retransmitió en América Next debido a la alianza comercial que tiene con Grupo ATV y Grupo Plural TV.
La serie llegó a Latinoamérica a través por el Streaming por Pluto TV en mediados de 2021 y para 2022 llegará por ViX.
Está protagonizada por Pierina Carcelén, David Villanueva, Stefano Salvini, Alexandra Graña, Jimena Lindo y Tula Rodríguez, y antagonizada por Vanessa Saba, André Silva, Alberick García y María Grazia Gamarra.

## Argumento
La telenovela sigue la historia, de varias mujeres que representan distintos tipos de madres:
Clara Porras (Pierina Carcelén): Vive con su esposo en un pequeño pueblo de Perú, en el año 1995 tienen un hijo, el cual es sordo, ella aprende (lenguaje de señas) para comunicarse con el, al pasar los años tiene otros dos hijos Sarita y Cipriano, en el año 2000 su esposo desaparece y su cuñada (la hermana del esposo) le dice que vayan a Lima, en el viaje el bus donde son pasajeros se cae en un barranco, al reaccionar Clara busca a su hijo dentro del bus pero cuando sale, este explota y todos piensan que el murió. Por otro lado Hugo (Thiago Basurto / Stefano Salvini) sobrevive y se queda sin un zapato mientras Clara hace de todo para encontrarlo, hugo es secuestrado por una humilde familia que lo mantiene encadenado cada vez que se escapa, un payaso de un circo, lo encuentra y al ver el cautiverio donde vive, paga para tenerlo y falsifica los papeles de adopción. Quince años después, Clara y su familia se mudan a Lima, donde ella se hace costurera en el emporio de Gamarra y abre una tienda de vestidos de novia. En la misma calle esta la prestigiosa tienda de María Eduarda Bermúdez quien junto a su novio Giovanni Choque (André Silva) y los ayudantes Igor Trelles (Pold Gastello) y su esposa Dumancia Aguilar (Irene Eyzaguirre); que ven en Clara una rival a quien temer y tratan de acabar con ella en todo momento. Ella se enamora de Iván (David Villanueva), quién trabaja como payaso en un circo y adoptó a Hugo durante su niñez y adolescencia.
María Eduarda Bermudez (Vanessa Saba): Es una empresaria adinerada, que asesina a su esposo al verlo siendole infiel con su mejor amiga Carolina (Emilia Drago), tiene dos hijas Lucía y Camila, años después comienza a poner negocios de ropa china en el emporio comercial Gamarra y junto a su novio Giovanni Choque (André Silva) y los ayudantes Igor Trelles (Pold Gastello) y su esposa Dumancia Aguilar (Irene Eyzaguirre); que ven en Clara una rival a quien temer y tratan de acabar con ella en todo momento.
Alicia Tapia Mendoza: (Jimena Lindo) Es una mujer que se convierte en la amante del novio de su hermana, la cual los encuentra juntos en la cama un día antes de casarse, tiempo después ellos se casan, y tienen dos hijos Tadeo y Lizbeth, tiempo después ella es diagnosticada con cáncer, aunque su enfermedad avanza rápidamente, ella prefiere ocultarle la verdad a su familia, cuando su hermana regresa y la perdona, ella le pide que se case con su marido y adopte a sus hijos, ella acepta y finalmente Alicia muere.

## Reparto

### Principales
- Pierina Carcelén como Clara Porras Quispe.
- Vanessa Saba como María Eduarda Bermúdez Fernández-Dávila Vda. de De Santis.
- Jimena Lindo como Alicia Tapia Mendoza de Suárez.
- Alexandra Graña como Ofelia Tapia Mendoza.
- Tula Rodríguez como Yoliruth Sánchez Cárdenas.
- Stefano Salvini como Hugo Osorio Porras / Ángel Hidalgo.
- David Villanueva como Iván Hidalgo Lozano.
- Gonzalo Molina como Raúl Suárez Córdova.
- André Silva como Giovanni Choque Salvatierra.
- Emanuel Soriano como Tadeo Suárez Tapia.
- Maria Grazia Gamarra como Camila de Santis Bermúdez.
- Andrea Luna como Lucía de Santis Bermúdez.
- Pold Gastello como Igor Trelles Talledo.
- Irene Eyzaguirre como Dumancia Aguilar de Trelles.
- Amparo Brambilla como Madame Collette.
- Rodrigo Sánchez Patiño como Otoniel «Oto» Camacho Tirado.
- Alberick García como Roberto «Tito» Osorio Chauca.
- Fiorella Díaz como Esther González de Del Castillo.
- Anaí Padilla como Mafalda «Mishka».
- Vania Accinelli como Sara «Sarita» Osorio Porras.
- Silvana Cañote como Lizbeth Suárez Tapia.
- Mariano García-Rosell como Cipriano Osorio Porras.
- Renato Bonifaz como Pablo «El Griego».
- Emilia Drago como Carolina.
- Diego Lombardi como Gonzalo del Castillo Buenaventura.

### Recurrentes e invitados especiales
- Thiago Basurto como Hugo Osorio Porras / Ángel Hidalgo (niño).
- Salvador del Solar como Esteban de Santis.
- Alana La Madrid como Paloma.
- Andrea Fernández como Comandante Cecilia Peralta Ruíz.
- Enrique Victoria como Alcides «Gavilán».
- Mariella Zanetti como Josefina Barraza Terrones.
- Gustavo Mac Lennan como Doctor Remigio Beraún.
- Zoe Arévalo como Sofía López.
- Fabiana Valcárcel como Stephanie del Castillo González.
- Dante del Águila como Fico.
- Ingrid Altamirano como Silvana.
- Daniella Pflücker como Alexa.
- Bruno Espejo como Mauro.
- Pedro Olórtegui como Doctor.
- Luis José Ocampo como Fernandinho.
- Lucía Carlín como Madeleine.
- Fernando Fermor como Roberto.
- Sandra Bernasconi como Olinda Muñoz López.
- Karla Medina como Beatriz.
- Julio Navarro como Alférez.
- Miguel Ángel Álvarez como Alberto.
- Homero Cristalli como Ramiro.
- Francisca Aronsson como Camila Bermúdez (niña).
- Kevin Santillán como Fabricio Castañeda (niño).

## Temporadas
| Temporada | Temporada | Episodios | Episodios | Emisión original     | Emisión original        |
| Temporada | Temporada | Episodios | Episodios | Primera emisión      | Última emisión          |
| --------- | --------- | --------- | --------- | -------------------- | ----------------------- |
|           | 1         | 74        | 74        | 10 de agosto de 2015 | 20 de noviembre de 2015 |

## Recepción
Durante su emisión original compite con Latina Televisión, que promociona la telenovela turca ¿Qué culpa tiene Fatmagül?. Además, generalmente obtiene récords mayores a los 20 puntos de audiencia.